# Otto Langmann

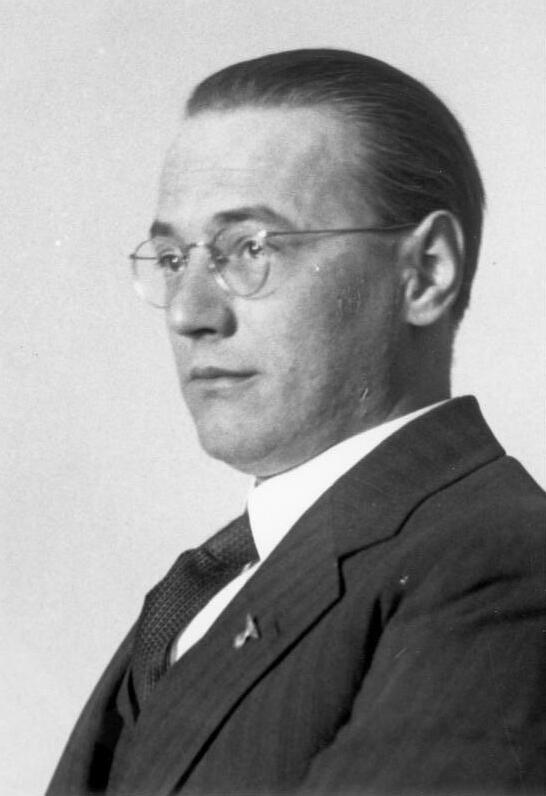
Otto Langmann

Otto Langmann (* 20. Dezember 1898 in Malchin; † 10. Januar 1956) war ein deutscher evangelisch-lutherischer Geistlicher, Funktionär der Deutschen Christen und später deutscher Gesandter in Uruguay.

## Leben
Nach der Schulausbildung wurde er im November 1916 Soldat beim Ersatzbataillon des Grenadierregiments 89 in Neu-Strelitz. Im Frühjahr 1917 kam Langmann an die Front und blieb bis Februar 1918 beim Infanterie-Regiment 266. Im Juni 1918, jetzt als Leutnant der Reserve, wurde er nach Flandern beordert und beendete die Kampfhandlungen als Kompagnieführer der 3. Jägerkompanie des Reserve-Jäger-Bataillons 22. Er wurde am 8. Januar 1919 aus dem Heeresdienst entlassen. Er begann kurze Zeit später sein Theologie-Studium in Leipzig, meldete sich aber „aufgrund der spartakischen Unruhen“ erneut beim Heer und blieb für einige Monate bei der II. Landesschützenbrigade. Nach Langmanns eigener Aussage beteiligte er sich als „Zeitfreiwilliger“ am Kapp-Putsch im März 1920. Langmann setzte sein Studium der Theologie in Leipzig, Berlin und Rostock fort.
Im November 1923 heiratete er Ilse Siefert. Aus dieser Ehe gingen vier Kinder hervor. Er wurde Pastor an der Dorfkirche Groß Upahl in Mecklenburg und ging 1928 als Auslandsgeistlicher nach Kolumbien und Ecuador. Im Jahr 1930 reiste er nach Guatemala, um dort die junge evangelische Epiphanias-Gemeinde als Pfarrer zu unterstützen. In Guatemala fiel Langmann aber vor allem durch seine politische Aktivität auf. Zum 1. April 1931 trat er in Guatemala in die NSDAP ein (Mitgliedsnummer 839.902) und gründete im Sommer 1931 mit Heinrich Gundelach die erste Landesgruppe der Partei im Ausland. 1933 kam er in das Deutsche Reich zurück. Er übernahm eine Pfarrstelle am Waisenhaus in Hamburg und wurde stellvertretender Gauobmann der Deutschen Christen in Hamburg. Anfang 1934 wurde Otto Langmann nach Berlin als Oberkirchenrat und Referent für die Fragen der theologischen Vor- und Weiterbildung in die Kirchenkanzlei der Deutschen Evangelischen Kirche berufen. Zugleich war er stellvertretender Reichsleiter und Reichsschulungsleiter der Glaubensbewegung Deutsche Christen.
1935 wechselte Langmann in den Auswärtigen Dienst, wurde 1936 Vortragender Legationsrat  und 1937 deutscher Gesandter in Uruguay. Sowohl Martin Bormann als auch Joachim von Ribbentrop meldeten keine Bedenken gegen die Ernennung Langmanns, wie aus den Akten des Auswärtigen Amtes hervorgeht. Langmanns Karriere im nationalsozialistischen Deutschland bekam mit der Ernennung zum Gesandten in Uruguay ihren Höhepunkt.
Als Gesandter in Uruguay war Langmann in die Kriegsaktivitäten der deutschen Flotte und das Schicksal des Panzerschiffs Graf Spee direkt involviert. Am 14. Dezember 1939 lief um 1:30 Uhr die Admiral Graf Spee in den Hafen von Montevideo ein. Aufgrund der militärischen Lage empfahl Langmann in einem Telegramm vom 16. Dezember 1939 an das Auswärtige Amt die Sprengung der Graf Spee. 1940 fand ein Untersuchungsausschuss des uruguayischen Kongresses belastendes Material gegen die NSDAP/AO und es wurde die Auflösung der NSDAP/AO sowie strafrechtliche Verfahren gegen die Führer der NSDAP/AO, wie den Presseattaché Julius Dalldorf beabsichtigt. Otto Langmann verkündete die Selbstauflösung der NSDAP/AO und der Deutschen Arbeitsfront in Uruguay. Die Regierung verhaftete zwölf Deutsche, deren Spuren direkt zu Langmann führten. Drei Segelflugzeuge, ein Fallschirm und eine Funkanlage wurden als Eigentum der deutschen Botschaft in der Nähe von Montevideo ausgemacht. 1940 drohte Otto Langmann der uruguayischen Regierung von Alfredo Baldomir mit dem Abbruch der diplomatischen Beziehungen, falls Führer der NSDAP/AO deportiert würden.
Ende 1940 protestierte Langmann dagegen, dass der britische Hilfskreuzer HMS Carnarvon Castle, nachdem er vom Hilfskreuzer Thor angegriffen worden war, im Hafen vom Montevideo mit Stahlplatten, welche für die Graf Spee vorgesehen waren, repariert wurde.
Am 25. Januar 1942 brach die Regierung von Uruguay die diplomatischen Beziehungen zu den Regierungen der Achsenmächte ab.
Nach seiner diplomatischen Tätigkeit in Südamerika war Langmann im Auswärtigen Amt in Berlin tätig. Ihm wurde es gestattet, die Uniform eines ausgeschiedenen Gauamtsleiters zu tragen, wie er selbst berichtete. Seit 1943 stellte Langmann Anträge, wieder an der Front kämpfen zu dürfen, was man ihm aber stets verweigert. In den Kämpfen um Berlin 1945 gehörte Langmann dem Volkssturm an und er geriet in sowjetische Gefangenschaft. Otto Langmann dürfte als überzeugter Nationalsozialist und Gesandter in Uruguay den Russen bekannt gewesen sein. Er verbrachte zehn Jahre in Sibirien in einem Gefangenenlager. Walter Birnbaum, ein Freund Langmanns, erzählt in einem Buch, wie er den Soldaten in der Gefangenschaft viel geistlichen Trost spenden konnte und er unter den Gefangenen äußerst beliebt war. Otto Langmann starb kurz nach seiner Rückkehr aus der Gefangenschaft an Krebs.

## Veröffentlichung
- Deutsche Christenheit in der Zeitenwende. Agentur des Rauen Hauses, Hamburg 1933.